# Babička Mosesová
Anna Mary Robertson Mosesová známá jako Babička Mosesová, anglicky Grandma Moses (7. září 1860, Greenwich – 13. prosince 1961, Hoosick Falls) byla americká naivistická malířka. S malováním začala vážně až ve věku 78 let. Nejdříve obrázky vyšívala, až teprve když ji to znemožnila artritida, uchýlila se k malování, jímž se proslavila. Objevena byla roku 1938. Pseudonym jí vymyslel deník Herald Tribune. Získala popularitu poté, co se v roce 1953 objevila na obálce časopisu Time. Jerome Hill režíroval v roce 1950 dokument o jejím životě, který byl nominován na Oscara. Její autobiografie s názvem My Life's History byla vydána v roce 1952. Byla hospodyní, později farmářkou. Zemřela ve věku 101 let. V roce 2006 byl její obraz z roku 1943 s názvem Sugaring Off prodán v aukční síni Christie's v New Yorku za 1,36 milionu dolarů.

## Ohlas

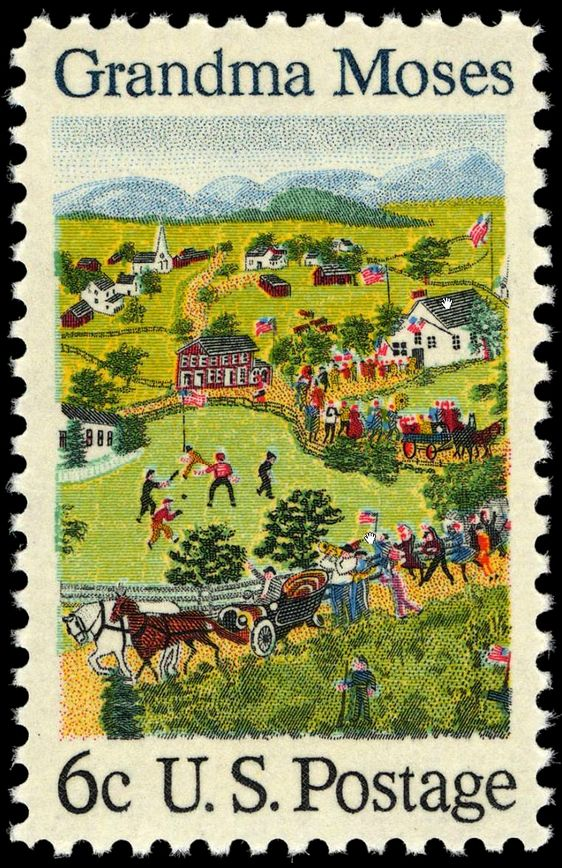
Její obraz July Fourth na americké poštovní známce z roku 1969

V jejím nekrologu z roku 1961 The New York Times napsaly: "Jednoduchý realismus, nostalgická atmosféra a zářivé barvy, s nimiž babička Mosesová líčila prostý život na statku a venkovský venkov, jí získaly široké množství příznivců. Podařilo se jí zachytit vzrušení z prvního zimního sněhu, příprav na Den díkůvzdání nebo zeleně přicházejícího jara... Babička Mojžíšová osobně okouzlovala všude, kam šla. Drobná, živá žena s rošťáckýma šedýma očima a pohotovým důvtipem."
Prezident John F. Kennedy po její smrti uvedl: "Smrt babičky Mosesové vzala Americe milovanou postavu. Přímočarost a živost jejích obrazů vrátila našemu vnímání primitivní svěžest. Její práce i život pomohly našemu národu obnovit jeho pionýrské dědictví a připomenout jeho venkovské a hraničářské kořeny. Všichni Američané truchlí nad její ztrátou."
Přítelem a sousedem Babičky Mosesové byl malíř Norman Rockwell. Ztvárnil ji na levém okraji svého obrazu Christmas Homecoming.